# Budynek starostwa w Nowej Rudzie
Budynek starostwa w Nowej Rudzie – przy ul. Niepodległości 2 związany jest z powstaniem powiatu noworudzkiego 26 sierpnia 1855 r., który istniał do 1 października 1932 r. Budynek został postawiony w 1877 r. z czerwonego piaskowca w stylu florenckiego neorenesansu szkoły berlińskiej za 90 tys. marek. Po II wojnie światowej, 8 grudnia 1946 r. w budynku nastąpiło otwarcie Szkoły Graficznej Dolnośląskiego Zarządu Państwowych Zakładów Graficznych, później  był siedzibą szkoły milicyjnej, sądu, prokuratury, kolegium ds. wykroczeń, komornika, Gminnego Ośrodka Pomocy Społecznej, Rady Gminy Nowa Ruda. Po gruntownym remoncie budynek przeznaczony jest na potrzeby Sądu Rejonowego w Kłodzku na: VII Zamiejscowy Wydział Ksiąg Wieczystych i świetlicę kuratorską. W 2018 roku na wniosek Prezesa Sądu Rejonowego w Kłodzku zlikwidowano Zamiejscowy Wydział Ksiąg Wieczystych. Pomieszczenia po zlikwidowanym wydziale zostały przejęte przez Urząd Gminy Wiejskiej Nowa Ruda, która w budynku na swoją siedzibę, natomiast w 2021 roku wałbrzyski oddział ZUS utworzył Punkt Informacyjny dla mieszkańców gminy i miasta Nowa Ruda oraz Radków.

## Inne budynki neorenesansowe w Nowej Rudzie
- pałac przy ul. Piłsudskiego 20
- komisariat Policji